# Ctenotus kutjupa
Ctenotus kutjupa — вид ящірок родини сцинкових (Scincidae). Описаний у 2022 році.

## Назва
Видова назва походить від слова, що є спільним для декількох мов австралійських аборигенів (наприклад, маралінга тджарутджа, янкунитджатджара, пітджантджатджара, нгааньятджарра), та перекладається як «інший», вказуючи на відкриття цього виду серед колекції Ctenotus schomburgkii.

## Поширення
Ендемік Австралії. Поширений у пустельних регіонах Західної Австралії, Північної території та Південної Австралії.